# 大囊红腺蕨
大囊红腺蕨（学名：Diacalpe chinensis）为球盖蕨科红腺蕨属下的一个种。

## 扩展阅读
- 維基物種上的相關：大囊红腺蕨